# Lourdes Ortega
Lourdes Ortega (Cádiz, 1962. június 4. –) spanyol születésű amerikai nyelvész. Jelenleg (2019) az alkalmazott nyelvészet professzora a Georgetowni Egyetemen. Kutatása a második nyelv elsajátítására és a második nyelv írására összpontosít. Ortega a második nyelv elsajátításával kapcsolatos munkájáért ismert. Ortega szerint a szintaktikai összetettséget többdimenziósan kell mérni. 
Cumming, Hyland, Kormos, Manchón, Matsuda, Polio, Storch és Verspoor mellett Ortegát tartják a nyelvírás egyik legjelentősebb kutatójának.

## Karrier
Ortega mesterfokozatú diplomát szerzett angol mint második nyelv tantárgyból 1995-ben. 2000-ben pedig doktori címet szerzett második nyelv elsajátítása tantárgyból a Hawaii Manoa Egyetemen. Ortega alkalmazott nyelvészetet tanított a Georgia State University-ben 2000-2002 között, az Arizonai Északi Egyetemen 2002-2004 között, a Hawaii Manoa Egyetemen 2004-2012 között és a Georgetowni Egyetemen 2012 óta.
Ortega a Language Learning főszerkesztője.

## Kutatás
Ortega egyik legismertebb publikációja az Applied Linguisticsben jelent meg "Towards an Organic Approach to Investigating CAF in Instructed SLA: The Case of Complexity" címen (magyarul: A CAF organikus megközelítése), amelyben John Norrisszal együtt azt állította, hogy a szintaktikai komplexitást többdimenziósan kell mérni.

## Díjak
- 2000: A TESOL kiemelkedő kutatása[6]
- 2001: The Modern Language Journal/ ACTFL Paul Pimsleur[7]

## Bibliográfia

### Könyvek
- Understanding Second Language Acquisition. (2009)[8]

### Cikkek
- "Effectiveness of L2 instruction: A research synthesis and quantitative meta‐analysis." (2000)
- "The role of implicit negative feedback in SLA: Models and recasts in Japanese and Spanish." (1998)
- "Planning and focus on form in L2 oral performance." (1999)
- "Syntactic complexity measures and their relationship to L2 proficiency: A research synthesis of college‐level L2 writing." (2003)
- "Towards an organic approach to investigating CAF in instructed SLA: The case of complexity." (2009)

## Fordítás
Ez a szócikk részben vagy egészben  a   Lourdes Ortega című angol Wikipédia-szócikk ezen változatának fordításán alapul.  Az eredeti cikk szerkesztőit annak laptörténete sorolja fel. Ez a jelzés csupán a megfogalmazás eredetét és a szerzői jogokat jelzi, nem szolgál a cikkben szereplő információk forrásmegjelöléseként.